# Asperdaphne vestalis
Asperdaphne vestalis is een slakkensoort uit de familie van de Raphitomidae. De wetenschappelijke naam van de soort is voor het eerst geldig gepubliceerd in 1903 door Hedley.